# Princípio da Pisídia
Princípio (em latim: Principius) foi um oficial bizantino do século VI, ativo durante o reinado do imperador Justiniano (r. 527–565). Era um nativo da Pisídia. Quiçá era um dos doríforos do general Belisário. Em abril / maio de 537, comandou uma unidade de infantaria ao lado de Tarmuto na batalha travada na primeira fase do Cerco de Roma realizado pelos ostrogodos do rei Vitige (r. 536–540). Estavam estacionados na retaguarda duma unidade de cavalaria, e quando a última foi derrotada e perseguida, anteciparam-se contra o inimigo para permiti-la escapar. Na confusão, Princípio foi morto em combate.